# Chinese Democracy
Chinese Democracy – szósty album amerykańskiej grupy hardrockowej Guns N’ Roses. Polska premiera nastąpiła 21 listopada 2008 r. Jest to pierwszy album z nowymi nagraniami grupy od czasu podwójnego wydania Use Your Illusion I i Use Your Illusion II z września 1991.
Nagrania w Polsce uzyskały status platynowej płyty.

## Lista utworów
1. "Chinese Democracy" (sł. Rose, muz. Rose, Josh Freese, Buckethead, Finck, Tobias, Stinson, Reed, Costanzo, Cardieux) – 4:43
2. "Shackler's Revenge" (sł. Rose, muz. Rose, Buckethead, Caram Costanzo, Bryan Mantia, Pete Scaturro, Robin Finck) – 3:37
3. "Better" (sł. Rose, muz. Rose, Finck, Buckethead) – 4:58
4. "Street of Dreams" (sł. Rose, muz. Rose, Tommy Stinson, Dizzy Reed, Finck, Buckethead, Tobias) – 4:46
5. "If the World" (sł. Rose, muz. Rose, Buckethead, Chris Pitman) – 4:54
6. "There Was a Time" (sł. Rose, muz. Rose, Paul Tobias, Buckethead, Reed) – 6:41
7. "Catcher in the Rye" (sł. Rose, muz. Rose, Tobias, Finck, Buckethead, Dizzy Reed) – 5:53
8. "Scraped" (sł. Rose, muz. Rose, Buckethead, Costanzo) – 3:30
9. "Riad N' the Bedouins" (sł. Rose, muz. Rose, Stinson, Finck, Buckethead, Dizzy Reed, Tobias) – 4:10
10. "Sorry" (sł. Rose, muz. Rose, Buckethead, Mantia, Scaturro) – 6:14
11. "I.R.S." (sł. Rose, muz. Rose, Tobias, Reed, Buckethead) – 4:28
12. "Madagascar" (sł. Rose, muz. Rose, Pitman) – 5:38
13. "This I Love" (sł. Rose, muz. Rose) – 5:34
14. "Prostitute" (sł. Rose, muz. Rose, Tobias, Finck, Buckethead) – 6:15

## Inne utwory
1. "Oh My God " (Utwór wydany jako singiel w 1999)
2. "Silkworms" (Utwór grany na koncertach podczas trasy promującej album Chinese Democracy)

## Twórcy
- Axl Rose – wokal, teksty, melodie, gitara (6,12), keyboardy (1,6,13), syntezatory (6,12,13), pianino (7,13,14), sample (12), aranżacje i edycja cyfrowa, produkcja
- Robin Finck – gitara prowadząca (wszystkie piosenki), keyboardy (3,5), akustyczna gitara (10), aranżacje, produkcja (3)
- Bumblefoot – gitary prowadzące i rytmiczne (wszystkie piosenki)
- Buckethead – gitara prowadząca (wszystkie piosenki oprócz 7 i 13), akustyczna gitara (5), aranżacje (2,8,10)
- Paul Tobias – gitara rytmiczna (1,3,4,5,6,7,11,12,14), pianino (6), aranżacje (1,11)
- Richard Fortus – gitara rytmiczna (1,3,4,6,14)
- Tommy Stinson – gitara basowa (wszystkie piosenki oprócz 5), wokal wspierający, aranżacja (9)
- Bryan Mantia – perkusja (wszystkie piosenki oprócz 1), aranżacje (2,3,4,6,10,12,14), produkcja (2,10), programowanie perkusji i maszyna perkusyjna (10)
- Frank Ferrer – perkusja (1,3,5,6,11)
- Dizzy Reed – keyboardy (1,2,3,4,6,7,8,9,11,14), syntezatory (4,6,13,14), pianino (4,5), wokal wspierający, aranżacje (4,6,12,14)
- Chris Pitman – sub-bass (wszystkie utwory), keyboardy (1,2,3,4,5,6,7,8,10,12,13), syntezatory (4,6,13,14), programowanie basu i perkusji (5,6,12), maszyna perkusyjna i programowanie smyczków (5), mellotron (6), aranżacje (5,6,12,13), produkcja, wokal wspierający
- Josh Freese – aranżacje (1,6,9,14)

### Dodatkowi muzycy
- Sebastian Bach – wokal wspierający (10)
- Marco Beltrami – aranżacja orkiestry (4,6,12,13,14)
- Paul Buckmaster – aranżacja orkiestry (4,6,12,14)
- Suzy Katayama- aranżacje (6,12,13), tuba (12)
- Patti Hood – harfa (13)

## Konflikt z The Offspring o nazwę albumu
Amerykański zespół rockowy The Offspring planował nazwać swój siódmy album "Chinese Democracy (You Snooze, You Lose)" (pl. "Chińska demokracja (Kto pierwszy, ten lepszy)", którego tytuł nawiązywał do niewydanego jeszcze albumu. W rzeczywistości był to primaaprilisowy żart, mimo to Axl Rose zagroził The Offspring procesem. Ostatecznie The Offspring zrezygnowało z tego tytułu a swój album nazwali Splinter.

## This I Love
Utwór This I Love miał się znaleźć w 1998 roku na ścieżce dźwiękowej do filmu Między piekłem a niebem. Jak twierdzi Axl, utwór został jednak usunięty w ostatniej chwili z nieznanych powodów.
Prawdopodobnie This I Love Axl Rose wykonał po raz pierwszy publicznie już w 1992 roku – istnieje nagranie z koncertu w Seattle 6 października 1992 roku, w którym Axl przed November Rain wykonuje na fortepianie melodię przypominającą fragment This I Love. Podobnie było z utworem Prostitute – w latach 2006-2007 Axl, również przed November Rain, grał na fortepianie kilka akordów z tego utworu.

## Cenzura albumu w Chińskiej Republice Ludowej
Dystrybucja albumu Chinese Democracy została zabroniona w Chińskiej Republice Ludowej. Komunistyczna Partia Chin jako powód podała, że album jest atakiem na naród chiński.